# Etruriai Királyság

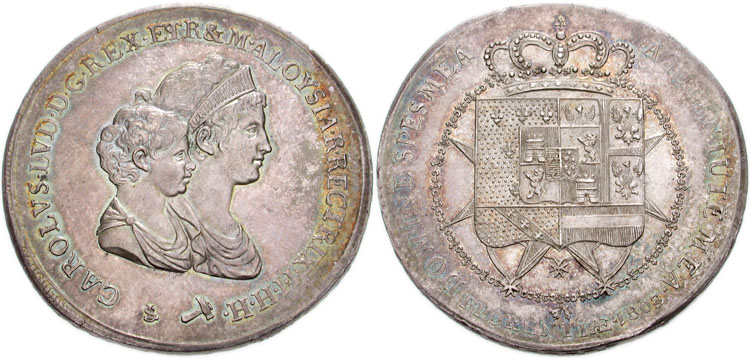
1803-ban vert etruriai dénár, Mária Lujza régens és fia, Károly Lajos herceg arcképével.

Az Etruriai Királyság (franciául: Royaume d’Étrurie, olaszul: Regno di Etruria) rövid életű történelmi állam Közép-Itáliában, a napóleoni Franciaország csatlós fejedelemsége. 1801–ben Napoléon Bonaparte tábornok, első konzul alakította meg az 1800-ban elfoglalt Toszkánai Nagyhercegség területén. Uralkodóit Bonaparte nevezte ki, a Parmai Hercegségből elűzött Bourbon-családból. A Királyságot Napóleon császár 1807-ben megszüntette, területét a Francia Császársághoz csatolta. Fővárosa Firenze volt. Nevét az ókori etruszkok állama, Etruria (Hetruria) után kapta. 1814-ben a bécsi kongresszus helyreállította a Toszkánai Nagyhercegséget.

## Történelme

### Létrejöttének előzményei
A Toszkánai Nagyhercegség a Medici-család kihalása (1737) óta a Habsburg Birodalom érdekterületére került. A francia forradalmi háborúk során Bonaparte tábornok 1796–1797-es itáliai hadjárata és az első koalíció szétesése után III. Ferdinánd toszkánai nagyherceg megpróbált semleges maradni, de 1799-ben francia csapatok vonultak be Firenzébe, a nagyherceget elűzték, és kikiáltották az Etruriai Köztársaságot. Az ateista államforma ellen a Pápai állam támogatásával Arezzóban kitört a véres atrocitásokba torkolló parasztfelkelés, amely miatt átmenetileg osztrák csapatok vonultak be Firenzébe. Bonaparte tábornok marengói győzelme (1800. június 14.) után 1800 októberében Toszkánát ismét francia csapatok szállták meg.
Az előzményekhez tartozik, hogy Bonaparte csapatai még 1796-ban megszállták a Parmai Hercegséget is, de annak uralkodóját, a Bourbon-házból származó I. Ferdinánd herceget (ekkor még) a helyén hagyták.

### Kikiáltása
1801. február 9-én Bonaparte tábornok és Ausztria megkötötték a Bonaparte által kikényszerített lunéville-i békeszerződést. III. Ferdinánd toszkánai nagyhercegnek (I. Ferenc császár öccsének) le kellett mondania Toszkána nagyhercegének címéről. Kárpótlásul megkapta az újonnan kreált Salzburgi Hercegséget (Herzogtum Salzburg), (amelyet a Salzburgi Érsekség szekularizált birtokaiból alakítottak meg, a legyőzött Német-római Birodalom területén.
Bonaparte, aki ekkor már az Anglia elleni hadjáratot tervezte, Spanyolországot szövetségesévé kívánta tenni. Már 1801. március 21-én az aranjuezi szerződésben megállapodott a spanyol Bourbon-házzal, hogy I. Ferdinánd parmai herceg halála után a Parmai Hercegséget Franciaország annektálja, de a Bourbonok parmai ága – tehát I. Ferdinánd herceg utódai – kárpótlásul megkapják a Toszkánai Nagyhercegség helyén tervezett új Etruriai Királyságot. A szerződés Lajos Bourbon–parmai herceget, I. Ferdinánd 28 éves fiát nevezte meg Etruria első uralkodójaként. Lajos herceg a feleségével, Mária Lujza Jozefa spanyol infánsnővel és kisfiával, Károly Lajos herceggel együtt rangrejtve Párizsba utazott, hogy Bonaparte első konzul kezéből átvegye új királyi megbízatását. 1801. május 25-én Párizsban beiktatták Etruria királyának méltóságába. Az új királyi család 1801 augusztusában érkezett meg székvárosába, Firenzébe, ahol a francia Grouchy tábornok ünnepélyesen fogadta őket, csapatai élén. A Bonaparte által kinevezett fiatal király mindvégig a francia kormánymegbízott ellenőrzése alatt maradt.
A gyenge egészségű I. Lajos király 30 éves korában, 1803. május 27-én elhunyt. A királyság trónját négyéves fia, Károly Lajos herceg örökölte, akit I. Károly és II. Lajos néven is említenek. A kiskorú uralkodó helyett anyja, az özvegy Mária Lujza Jozefa anyakirályné, IV. Károly spanyol király húga régensként kormányozta a királyságot.

### Megszűnése
1807. október 23-án Napóleon császár megszüntette az Etruriai Királyságot, területét közvetlen francia katonai igazgatás alá helyezte. December 10-én Mária Lujzát lemondatták, 1808. május 30-án a francia szenátus döntése értelmében a volt Etruriai Királyságot teljes egészében a Francia Császársághoz csatolták, területén 3 új francia megyét: Arno, Méditerranée és Ombrone megyéket (départements) szerveztek. Az özvegy Mária Lujza Jozefát a császár a fiával együtt visszaküldte Spanyolországba, ahol az 1807-es fontainebleau-i szerződés szerint kárpótlás járt volna nekik, de Napóleon terve, a meghódított Portugália területén létrehozandó „Észak-Luzitániai Királyság” meghiúsult az 1808-ban Spanyolországban kitört franciaellenes felkelés miatt.
1809-ben a császár húga, Élisa Bonaparte kapta meg a Toszkána nagyhercegnője címet, ami ekkor azonban már nem jelentett többet, mint a három francia megye irányítását. 1814-ben, a napóleoni háborúk lezárultával a bécsi kongresszus helyreállította a Toszkánai Nagyhercegséget, III. Ferdinánd toszkánai nagyherceg visszatért trónjára. A Bourbon–parmai hercegi családot átmenetileg a Luccai Hercegséggel kárpótolták

## Határai
Létrehozásának idején az Etruriai Királyságot nyugat felől a Tirrén-tenger, és az Estado de los Reales Presidios spanyol királyi terület (olaszul Stato dei Presidi), északon a Luccai Köztársaság és a Ciszpadániai Köztársaság határolta, az utóbbi határolta kelet felől is. Déli szomszédja a Pápai állam volt.

## Etruria uralkodói
- 1801–1803 : I. Lajos király, született Lodovico Francesco Bourbon–parmai herceg, Parma címzetes hercege (1773–1803).
- 1803–1807 : I. Károly király, született Carlo Luigi Bourbon–parmai herceg, Parma trónörökös hercege (1799–1883), nevében anyja, Mária Lujza Jozefa etruriai anyakirályné kormányzott.